# Sol-air Tor-M2U
 (avril 2014).
Si vous disposez d'ouvrages ou d'articles de référence ou si vous connaissez des sites web de qualité traitant du thème abordé ici, merci de compléter l'article en donnant les références utiles à sa vérifiabilité et en les liant à la section « Notes et références ».
Le TOR-M2U est un système antiaérien mobile de courte portée de conception Russe déployant des missiles sol-air, c'est une version améliorée du Tor M1.  Il est capable d'engager jusqu'à quatre cibles simultanément[réf. nécessaire], et est utilisé pour la défense contre les drones, les chasseurs-bombardiers et les hélicoptères[réf. nécessaire].

## Historique
Il est présenté au défilé militaire du 9 mai 2014 à Moscou à l'occasion du 69e anniversaire de la victoire dans la « Grande Guerre patriotique » de 1941-1945 contre le nazisme[réf. nécessaire].